# Lynis
Lynis è uno strumento open source per l'audit di sicurezza (revisione) e l'hardening (messa in sicurezza) dei sistemi operativi Linux, macOS, FreeBSD e dei sistemi di tipo Unix-like in generale.
Lynis effettua un'analisi completa del sistema, individuando possibili vulnerabilità e suggerendo miglioramenti per rafforzare la sicurezza e la resilienza complessiva.
È stato rilasciato sotto la licenza GPLv3.

## Storia
È stato creato e sviluppato nel 2007 da Michael Boelen, lo stesso autore di rkhunter; attualmente è mantenuto e supportato come un progetto open source da aziende come CISOfy che offrono risorse e documentazione per il suo utilizzo.
L'idea principale era quella di fornire un'analisi approfondita delle vulnerabilità e delle configurazioni non ottimali, offrendo suggerimenti per rafforzare la sicurezza del sistema.
Nel corso degli anni Lynis è diventato uno degli strumenti di audit di sicurezza più popolari e utilizzati, grazie alla sua capacità di eseguire scansioni complete e di fornire report dettagliati e personalizzabili.

## Funzionamento
Una volta avviato Lynis analizza: il sistema operativo, i parametri del kernel, i meccanismi di autenticazione, i pacchetti installati, i servizi attivi, la configurazione di rete e altri parametri di sistema. Controlla anche i sistemi di logging (come syslog-ng) e verifica i meccanismi di monitoraggio in uso.
Esamina la presenza e la configurazione dei certificati SSL/TLS, rileva e valuta gli scanner di malware installati, come ClamAV e rkhunter. Inoltre, identifica eventuali errori di configurazione e problemi di sicurezza, fornendo suggerimenti per le correzioni.
Supporta sia l'audit automatico (senza bisogno di intervento manuale) che semi-automatico. È in grado di verificare la presenza di aggiornamenti software mancanti e segnalare eventuali vulnerabilità associate a versioni obsolete dei pacchetti installati sul sistema.
Può essere configurato per verificare la conformità del sistema a specifiche linee guida di sicurezza quali ISO 27001, PCI-DSS 3.2 e HIPAA ed è utile per garantire che il sistema soddisfi i requisiti di sicurezza richiesti da normative o certificazioni.
Lynis effettua una scansione approfondita del sistema alla ricerca di vulnerabilità note, configurazioni errate e potenziali infezioni da malware.
Al termine della scansione genera un report dettagliato che evidenzia le eventuali problematiche riscontrate e suggerimenti specifici su come risolverle.
È disponibile per l'installazione nel sistema per la maggioranza delle distribuzioni Linux attraverso i repository ufficiali. Può essere avviato direttamente anche da USB, CD o DVD.

## Pubblico di riferimento
Il pubblico di riferimento è costituito da auditor, specialisti della sicurezza, penetration tester e amministratori di sistema. Esiste anche una versione Enterprise di Lynis che supporta la scansione su più di 10 sistemi informatici, che integra la scansione per i malware, il rilevamento delle intrusioni, supporta i plugin che estendono le funzionalità di Lynis e offre un'interfaccia web per la raccolta dei report e altro.